# Chilodes fodiens
Chilodes fodiens là một loài bướm đêm trong họ Noctuidae.